# Mistrzostwa Polski w Pięcioboju Nowoczesnym 2014
Mistrzostwa Polski w Pięcioboju Nowoczesnym 2014 – 61. edycja mistrzostw, która odbyła się w międzynarodowej obsadzie w dniach 1–3 sierpnia 2014 roku w Drzonkowie.
Wśród mężczyzn triumfował Łukasz Klekot z ZKS Drzonków, wśród kobiet Anna Maliszewska z Żoliborza Warszawa, natomiast w sztafetach mieszanych triumfowali Aleksandra Skarżyńska i Remigiusz Golis z Bielanów Warszawa.

## Wyniki

### Mężczyźni
| Miejsce | Zawodnik           | Klub/Repr.        | Wynik     |
| ------- | ------------------ | ----------------- | --------- |
|         | Łukasz Klekot      | ZKS Drzonków      | 1453 pkt. |
|         | Remigiusz Golis    | Bielany Warszawa  | 1452 pkt. |
|         | Sebastian Stasiak  | Żoliborz Warszawa | 1411 pkt. |
| 4.      | Jarosław Świderski | Bielany Warszawa  | 1396 pkt. |
| 5.      | Ondřej Svechota    | Czechy            | 1386 pkt. |
| 6.      | Szymon Staśkiewicz | ZKS Drzonków      | 1382 pkt. |
| 7.      | Michal Sedlecký    | Czechy            | 1379 pkt. |

### Kobiety
| Miejsce | Zawodnik              | Klub/Repr.        | Wynik     |
| ------- | --------------------- | ----------------- | --------- |
|         | Anna Maliszewska      | Żoliborz Warszawa | 1347 pkt. |
| 2.      | Margaux Isaksen       | Stany Zjednoczone | 1344 pkt. |
|         | Oktawia Nowacka       | Legia Warszawa    | 1336 pkt. |
| 4.      | Annika Schleu         | Niemcy            | 1328 pkt. |
| 5.      | Lenka Bilíková        | Czechy            | 1291 pkt. |
| 6.      | Ronja Doring          | Niemcy            | 1276 pkt. |
|         | Aleksandra Skarzyńska | Bielany Warszawa  | 1239 pkt. |

### Sztafety mieszane
| Miejsce | Klub/Repr.          | Zawodnicy                             | Wynik     |
| ------- | ------------------- | ------------------------------------- | --------- |
|         | Bielany Warszawa I  | Aleksandra Skarżyńska Remigiusz Golis | 1418 pkt. |
|         | Bielany Warszawa II | Natalia Hachulska Jarosław Świderski  | 1401 pkt. |
|         | Żoliborz Warszawa   | Anna Maliszewska Maciej Baranowski    | 1389 pkt. |
| 4.      | Legia Warszawa II   | Paula Markowska Piotr Lars            | 1380 pkt. |
| 5.      | Mix I               | Marta Kobecka Sebastian Stasiak       | 1362 pkt. |
| 6.      | ZKS Drzonków        | Magda Klemczyńska Łukasz Klekot       | 1361 pkt. |
| 7.      | Legia Warszawa I    | Oktawia Nowacka Krzysztof Kuruc       | 1350 pkt. |